# 점 추정
통계학에서 점 추정(點 推定)은 미지의 분포에 대하여 가장 근사한 단일 값을 구하는 것이다.
보다 형식적으로는, 이것은 데이터에 점 추정자를 적용하는 것이다.
점 추정은 모수의 사후 분포를 계산하는 것을 주 목적으로 갖는 베이지안 방법의 추정과 대비되어야 한다.
여기에서의  차이는 단일 점을 추정하는 것(점 추정)과 점들의 가중 합을 추정하는 것(확률 밀도 함수)의 차이이다.

## 같이 보기
- 최대우도 (ML)
- 마르코프 체인 몬테 카를로 (MCMC)
- 칼만 필터